# Un été indien
Un été indien (italien : Tutto ricominciò con un'estate indiana) est une bande dessinée de Hugo Pratt (scénario) et Milo Manara (dessin) publiée dans la revue italienne Corto Maltese en 1983 et recueillie en album en 1986 par Rizzoli. L'édition française est sortie l'année suivante chez Casterman. 
Première collaboration du créateur de Corto Maltese, alors devenu un auteur classique, et de son cadet qui connaissait depuis quelques années le succès public grâce à sa reconversion dans la bande dessinée érotique, Un été indien raconte le conflit sanglant qui oppose, au XVIIe siècle, une communauté de colons de Nouvelle-Angleterre aux autochtones indiens. « Œuvre d'une très grande qualité, qui n'est cependant pas le chef-d'œuvre attendu, Un été indien rachète en partie la dérive érotico-pornographique de Manara sans rien enlever à la gloire de Pratt. »

## Récompenses
- 1987 : Alfred du meilleur album étranger du festival d'Angoulême[2]
- 2012 : Prix Eisner de la meilleure édition américaine d'une œuvre internationale
- 2012 : Prix Harvey de la meilleure édition américaine d'une œuvre étrangère

## Documentation
- Romain Brethes, « Un été indien », dans Primé à Angoulême, Éditions de l'An 2, 2003, p. 42-43.
- Paul Gravett (dir.), « De 1970 à 1989 : Un été indien », dans Les 1001 BD qu'il faut avoir lues dans sa vie, Flammarion, 2012 (ISBN 2081277735), p. 460.